# Valserhône
Valserhône község Franciaország Auvergne-Rhône-Alpes régiójában, Ain megyében. Új községként 2019. január 1-jén jött létre Bellegarde-sur-Valserine, Châtillon-en-Michaille és Lancrans egyesítésével. A három korábbi település az új község része lett. Lakosainak száma 16 162 fő (2022. január 1.).

## Népesség
| Lakosok száma | 16 423 | 16 431 | 16 378 | 16 434 | 16 295 | 16 162 |
|               | 2017   | 2018   | 2019   | 2020   | 2021   | 2022   |